# 八万地区
八万地区（はちまんちく）は、徳島市の行政上の地区である。徳島市中央部に位置し、中心市街地の南に接している。
1937年に徳島市へ編入された名東郡八万村の村域の大半を占めるが、若干狭い。

## 地理
東半は園瀬川などが形成する三角州だが、西半は、眉山や四国山地北東端に当たる山地、それらに挟まれた狭い平地からなる。
南北に伸びる幹線道路（西から）国道438号・県道136号・国道55号沿いが商業地化し、その周辺は住宅地や農地が広がる田園地帯である。
徳島県文化の森総合公園があり、県の文教施設が集中している。ただし交通アクセスは悪い。

### 地形

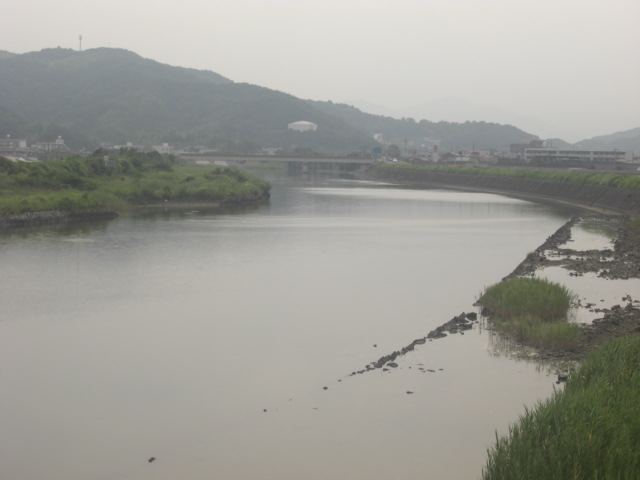
園瀬川
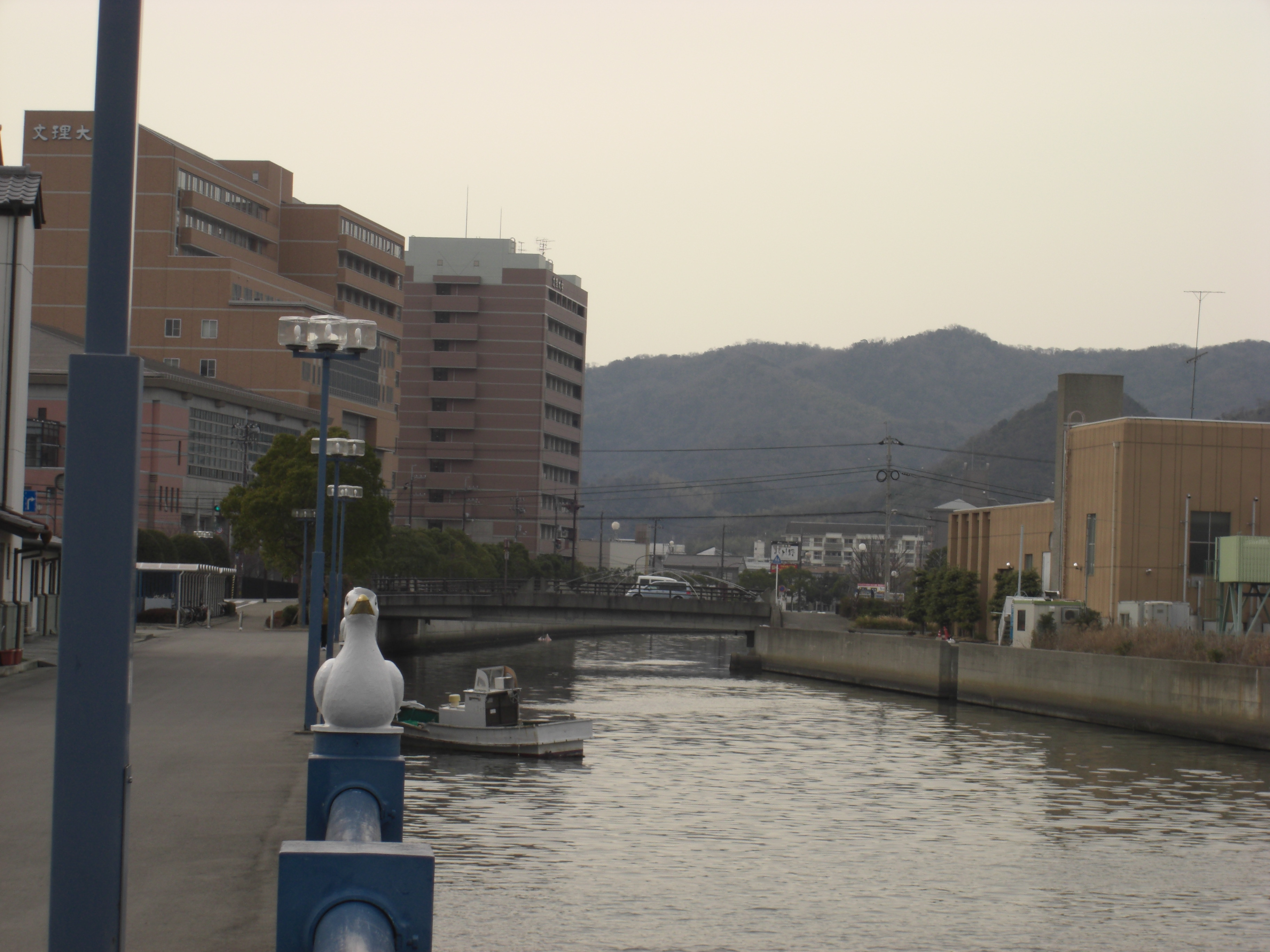
御座船入江川
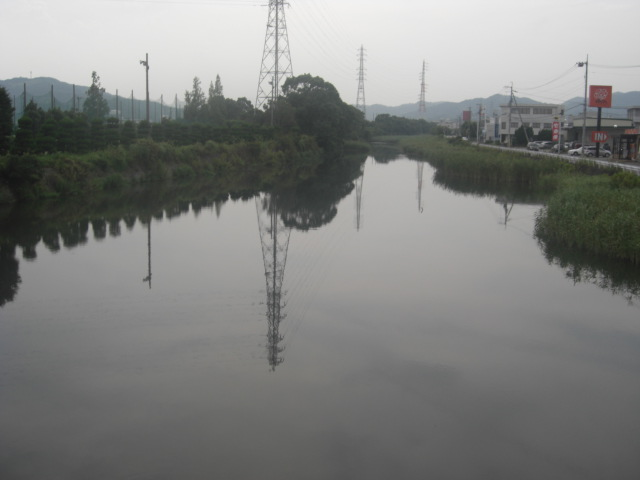
冷田川
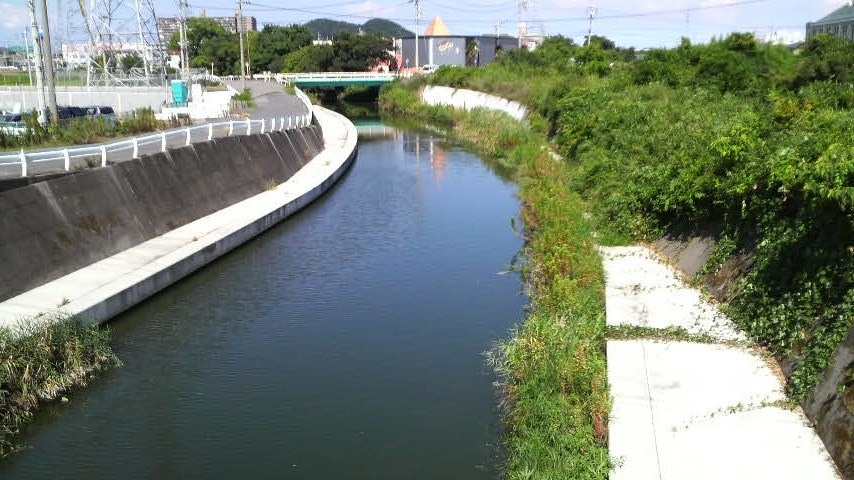
新川
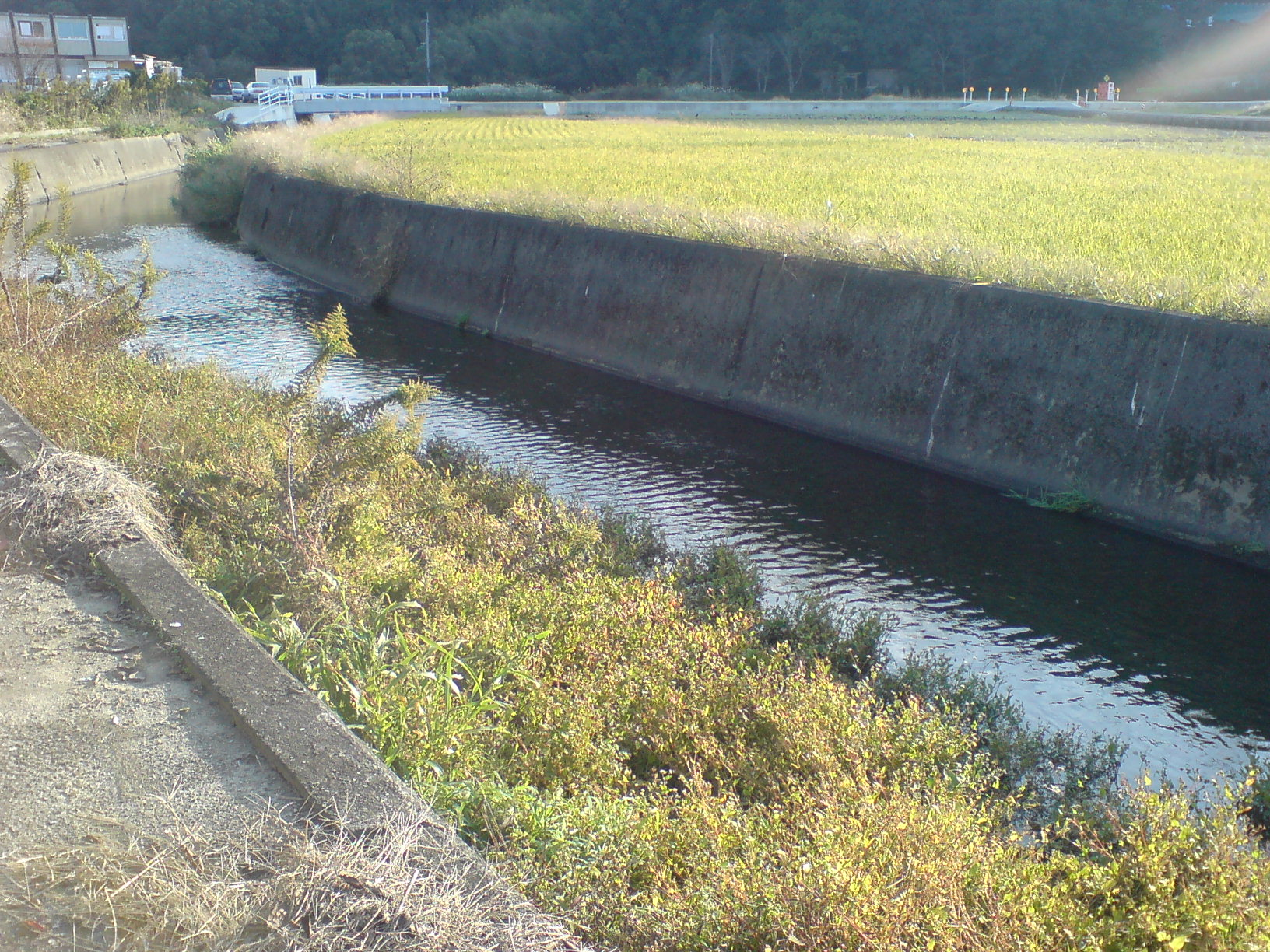
星河内谷川
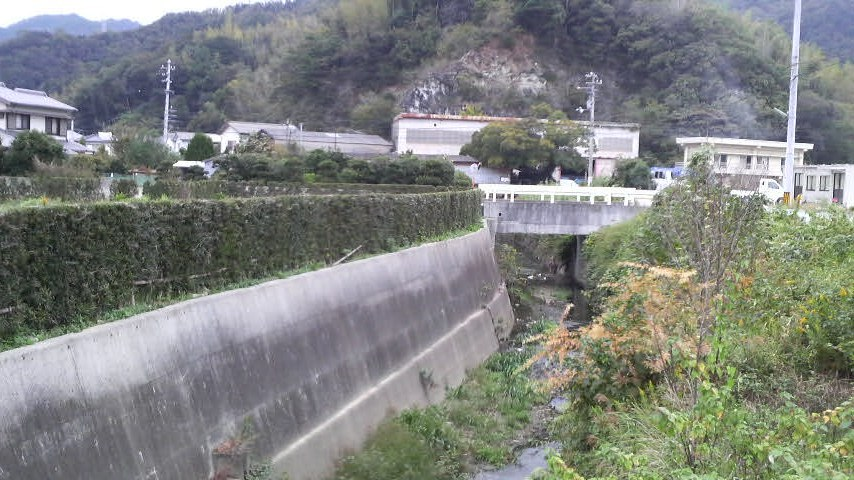
長谷川

| 山     | 標高 |                                      |
| ------ | ---- | ------------------------------------ |
| 眉山   | 277m | とくしま88景に選定。                 |
| 向寺山 | 190m | 山腹に徳島県文化の森総合公園がある。 |
| 勢見山 | 106m | 眉山東麓の山。                       |

| 河川         | 備考                                                           |
| ------------ | -------------------------------------------------------------- |
| 園瀬川       | 吉野川水系の主要河川。南部を貫き、東部では津田地区との東の境。 |
| 御座船入江川 | 園瀬川の支流。昭和地区との北東の境。                           |
| 冷田川       | 園瀬川の支流。                                                 |
| 新川         | 園瀬川の支流。                                                 |
| 星河内谷川   | 園瀬川の支流。                                                 |
| 長谷川       | 園瀬川の支流。眉山が水源。                                     |
| 多々羅川     | 園瀬川の支流。勝占地区との南の境。                             |
| 千切山川     | 多々羅川と園瀬川を結ぶ。津田地区との南東の境。                 |

- 園瀬川
- 御座船入江川
- 冷田川
- 新川
- 星河内谷川
- 長谷川

### 町
人口は徳島市による推計（2011年8月）。3世帯以下の丁目・小字の人口は各町の人口から除外されている（地区計には計上されている）。
| 町丁       | 丁目             | 人口  | 注記                              |
| ---------- | ---------------- | ----- | --------------------------------- |
| 西二軒屋町 | 2丁目            | 00134 | 1～2丁目のうち。                  |
| 南二軒屋町 | 一～三丁目・小字 | 01312 | 一丁目1番を除く。                 |
| 沖浜       | 1～3丁目         | 00398 |                                   |
| 沖浜東     | 1～3丁目         | 00611 |                                   |
| 山城西     | 1～4丁目         | 00629 |                                   |
| 問屋町     |                  | 00062 |                                   |
| 山城町     | 小字             | 01292 |                                   |
| 沖浜町     | 小字             | 01761 |                                   |
| 八万町     | 小字             | 18933 |                                   |
| 城南町     | 一～四丁目       | 02080 |                                   |
| その他     |                  | 00023 | 3世帯に満たない丁目・小字の合計。 |
| 計         |                  | 27235 |                                   |

## 歴史

### 下八万
かつては、現八万町から上八万地区にかけてを「八万」と呼び、現在の八万町は下八万（しもはちまん）と呼んでいた。
1889年の町村制施行時、下八万村などが合併し八万村となった。下八万は八万村の大字として存続したが、1937年の徳島市への合併時に八万町となり、下八万の名は消えた。

### 八万村
八万地区はかつての八万村に当たる。ただし旧八万村のうち、西新浜町は津田地区、富田橋7丁目・8丁目は東富田地区である。

### 年表
- 0896年00月00日 - 名方郡が名東郡と名西郡に分割。
- 1872年00月00日 - 大区小区制により、第一大区六小区となり、大字として北浜浦・南浜浦（1976年 合わせて沖浜村に）・沖浜村・山城屋浜が置かれる。
- 1879年00月00日 - 郡区町村制により、名東郡下八万村・沖浜村・山城屋浜（同年 山城屋浜村に改称）が置かれる。
- 1889年10月01日 - 町村制施行に伴い、下八万村・沖浜村・山城屋浜村が合併して八万村が成立。旧3村は大字に。
- 1937年04月01日 - 八万村が加茂名町とともに徳島市へ編入。旧3大字は4大字となった。

### 町の変遷
| 町村制前の村 | 八万村の大字 | 編入直後の大字 | 現在のおよその町                       |
| ------------ | ------------ | -------------- | -------------------------------------- |
| 沖浜村       | 沖浜         | 南二軒屋町     | 南二軒屋町・西二軒屋町（一部）・城南町 |
| 沖浜村       | 沖浜         | 沖浜町         | 沖浜町・沖浜・沖浜東                   |
| 山城屋浜村   | 山城屋浜     | 山城町         | 山城町・山城西                         |
| 下八万村     | 下八万       | 八万町         | 八万町・問屋町                         |

## 交通

### 鉄道路線
- 四国旅客鉄道（JR四国）
  - 牟岐線：文化の森駅、二軒屋駅

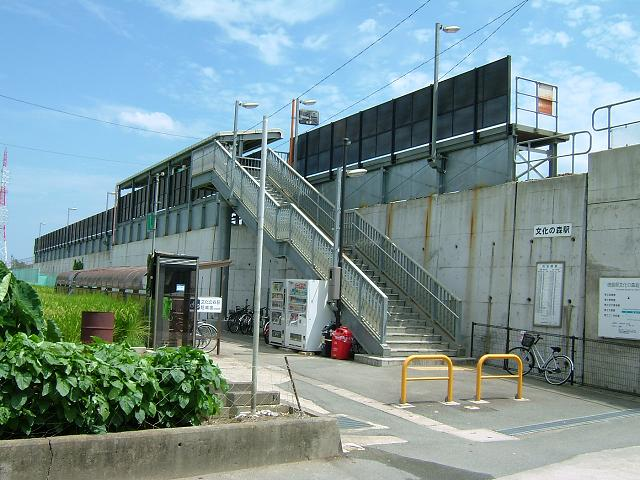
文化の森駅（2005年8月16日）
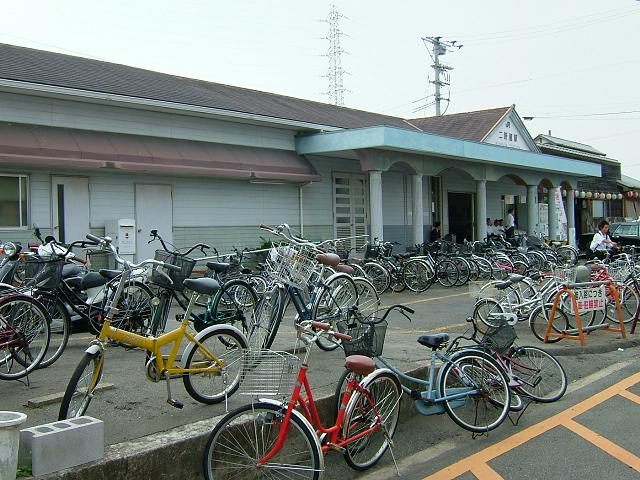
二軒屋駅

### 道路
- 一般道路
  - 国道55号
  - 国道438号
- 都道府県道
  - 徳島県道29号徳島環状線
  - 徳島県道136号宮倉徳島線
  - 徳島県道203号鮎喰新浜線
  - 徳島県道209号八多法花線
- その他
  - 眉山パークウェイ - 眉山にあるドライブコース。城南町から眉山町を結ぶ。

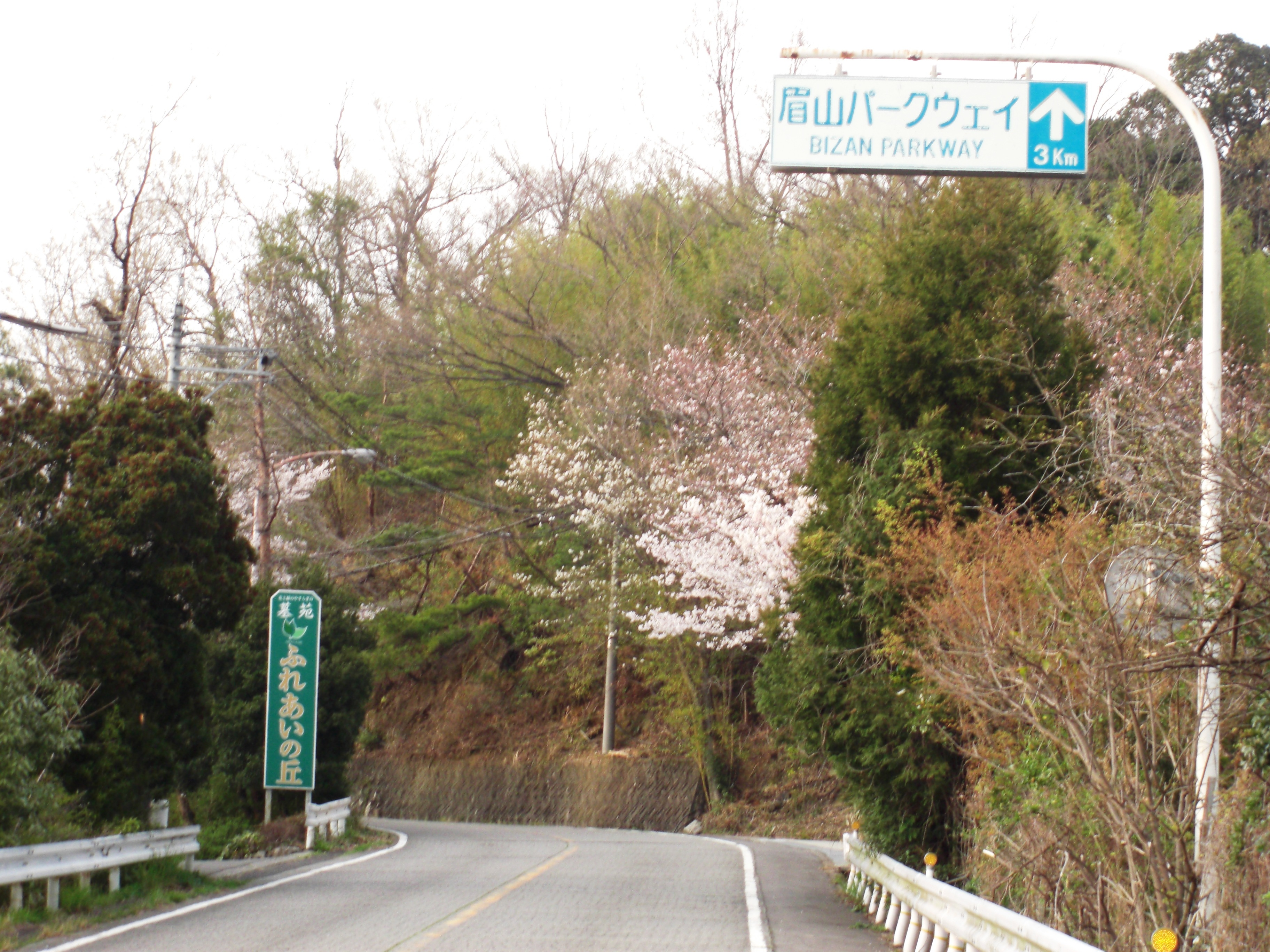
眉山パークウェイ

### 橋
| 橋       | 川           | 町           | 対岸の地区 | 対岸の町       | 道路                |
| -------- | ------------ | ------------ | ---------- | -------------- | ------------------- |
| 御座船橋 | 御座船入江川 | 沖浜・沖浜東 | 昭和地区   | 南昭和町       | 国道55号            |
| 冷田橋   | 冷田川       | 八万町       | 地区内     | 八万町         | 県道136号           |
| 沖須賀橋 | 冷田川       | 八万町       | 地区内     | 山城西・問屋町 | 国道55号            |
| 園瀬橋   | 園瀬川       | 八万町       | 地区内     | 八万町         | 国道438号           |
| 法花大橋 | 園瀬川       | 八万町       | 地区内     | 八万町         | 県道136号           |
| 大野橋   | 園瀬川       | 八万町       | 地区内     | 八万町         | 国道55号            |
| 下大野橋 | 千切山川     | 八万町       | 津田地区   | 西新浜町       | 県道203号・県道29号 |
| 三軒屋橋 | 多々羅川     | 八万町       | 勝占地区   | 三軒屋町       | 国道55号            |

## 施設

### 教育機関
| 学校                     | 住所                       | 備考                   |
| ------------------------ | -------------------------- | ---------------------- |
| 徳島文理大学             | 徳島市山城町西浜傍示180    | 学校法人村崎学園運営。 |
| 徳島文理中学校・高等学校 | 徳島市山城西4丁目20        | 学校法人村崎学園運営。 |
| 徳島市八万中学校         | 徳島市城南町3丁目4番地22号 |                        |
| 徳島市八万小学校         | 徳島市城南町4丁目1番地52号 |                        |
| 徳島市八万南小学校       | 徳島市八万町橋本111        |                        |
| 徳島文理小学校           | 徳島市山城町東浜傍示68-102 | 学校法人村崎学園運営。 |
| 徳島文理大学附属幼稚園   | 徳島市山城町東浜傍示2      | 学校法人村崎学園運営。 |
| 徳島市八万幼稚園         | 徳島市城南町4丁目1-56      |                        |
| 徳島市八万南幼稚園       | 徳島市八万町橋本93-3       |                        |

### 公共施設
徳島県文化の森総合公園
徳島県の総合文化施設。公園内には徳島県立図書館、徳島県立博物館、徳島県立近代美術館、徳島県立文書館などがある。とくしま88景、阿波歴史文化道に指定。
徳島県立産業観光交流センター（アスティとくしま）
日本屈指の大型多目的ホールを有する。とくしま88景に選定。
徳島県立男女共同参画交流センター（フレアとくしま）
男女共同参画社会に関する施設。
徳島工芸村
徳島県の伝統工芸品や特産品の販売・伝統工芸の体験などができる施設。阿波歴史文化道に指定。
徳島市生涯福祉センター（ふれあい健康館）
屋内プールや屋内運動室がある。
協立病院

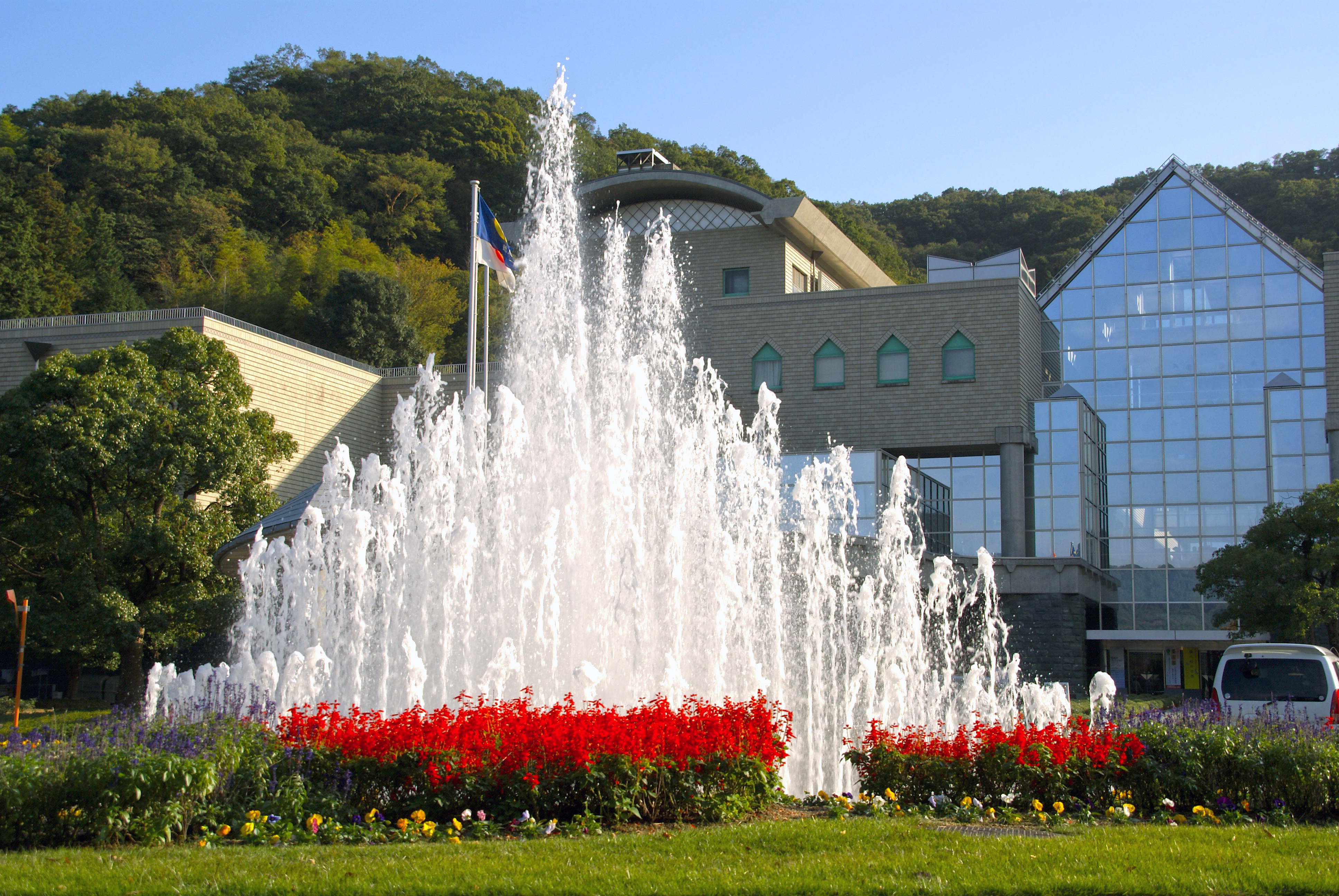
徳島県文化の森総合公園
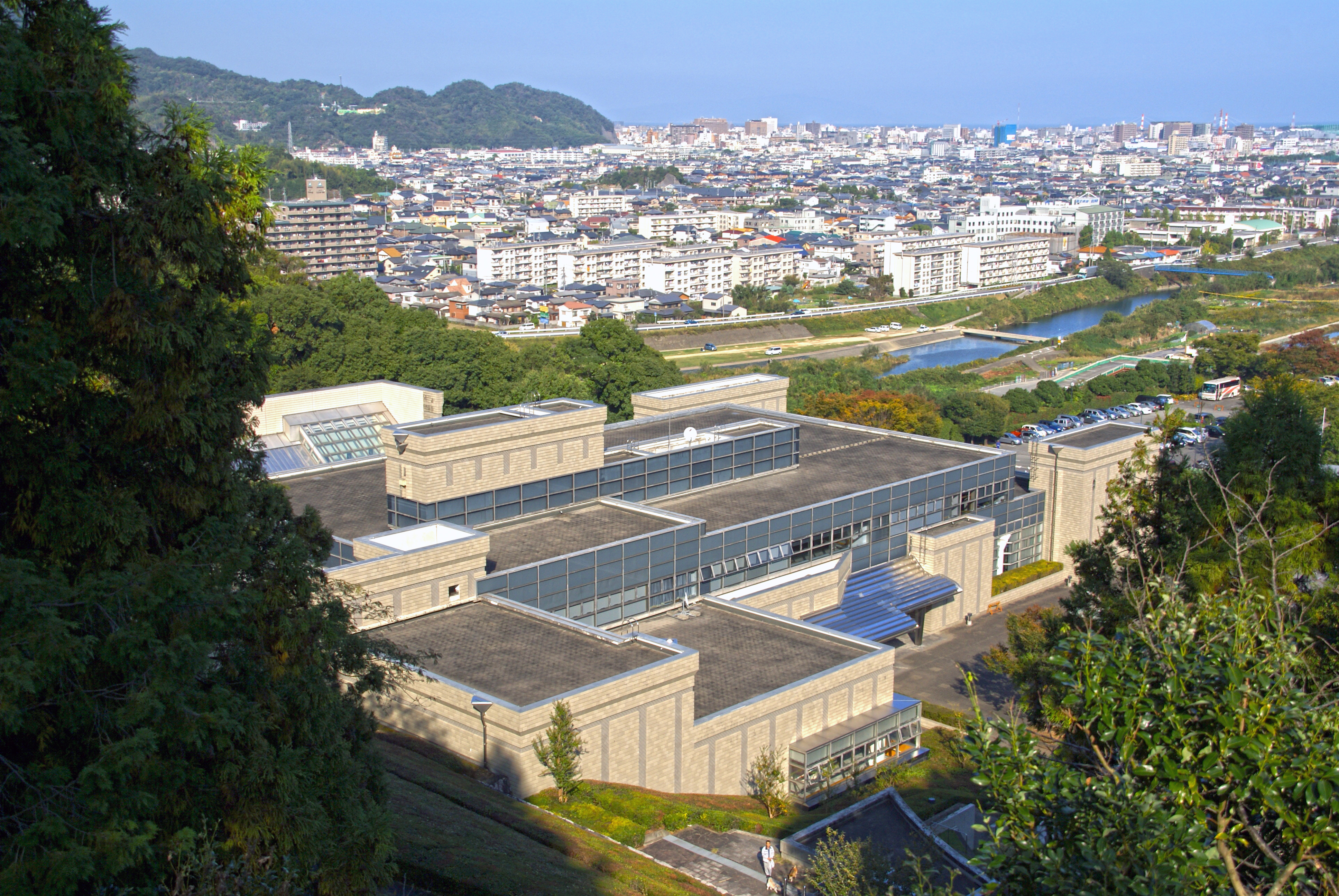
徳島県立図書館
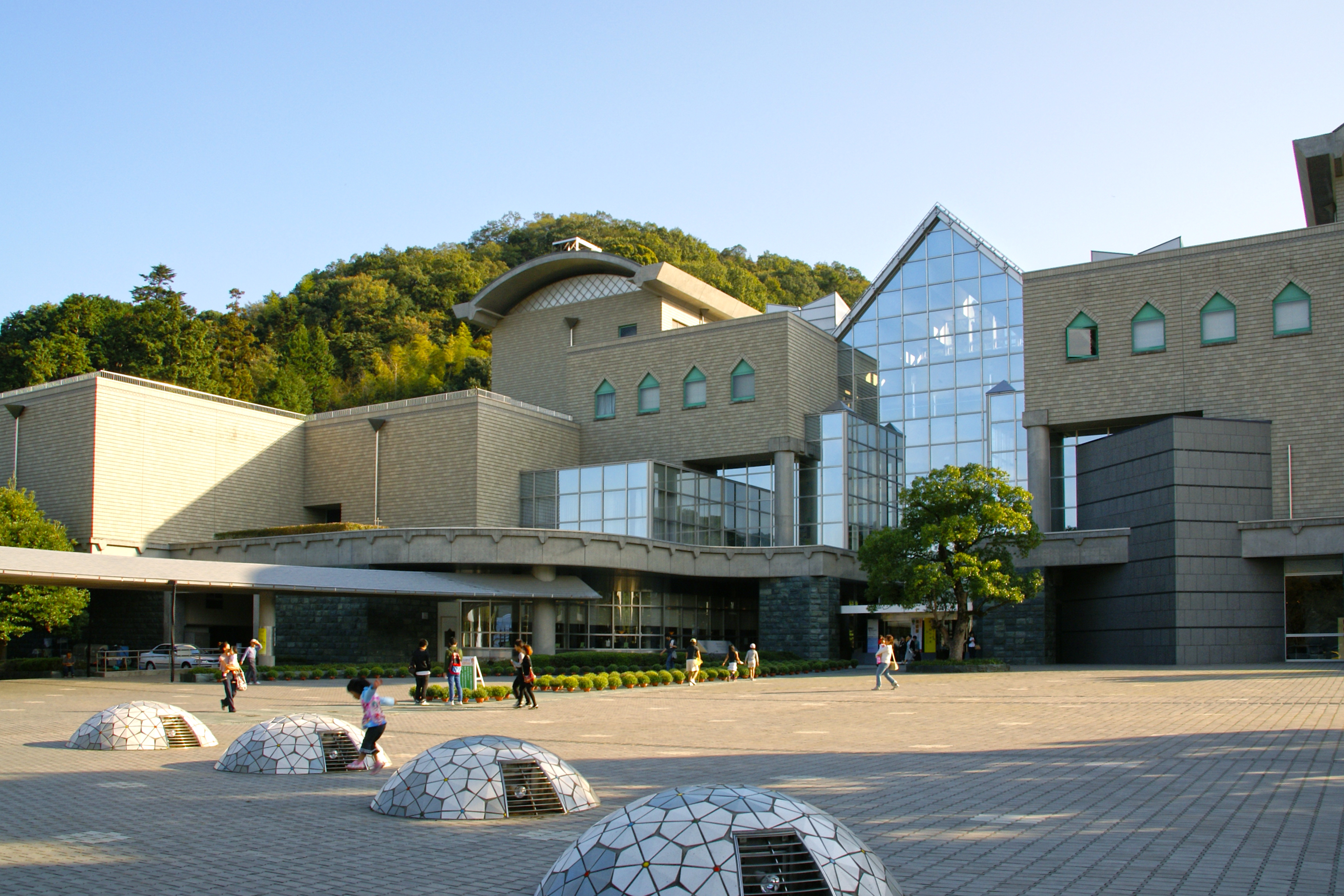
徳島県立博物館・徳島県立鳥居龍蔵記念博物館・徳島県立21世紀館
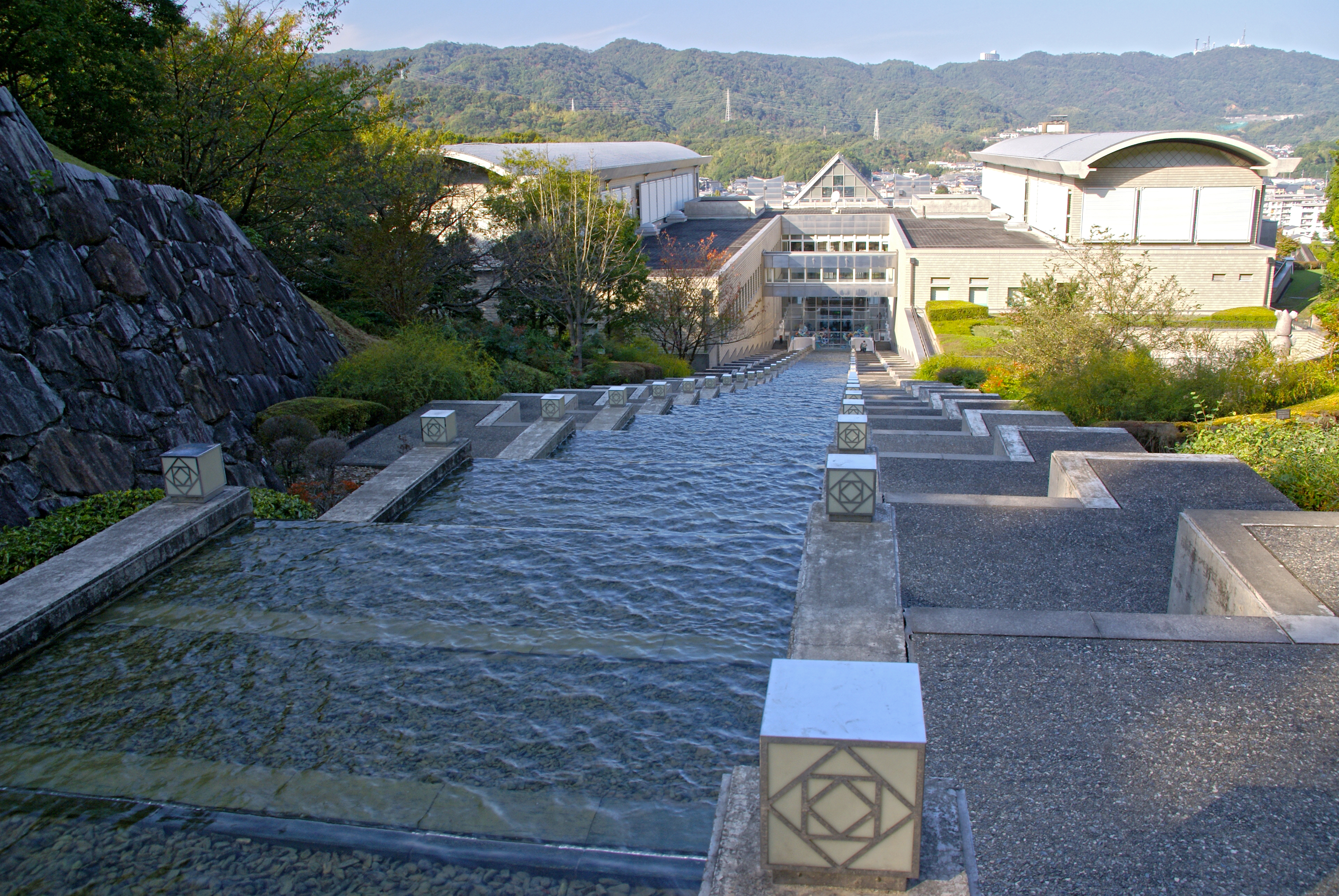
徳島県立近代美術館
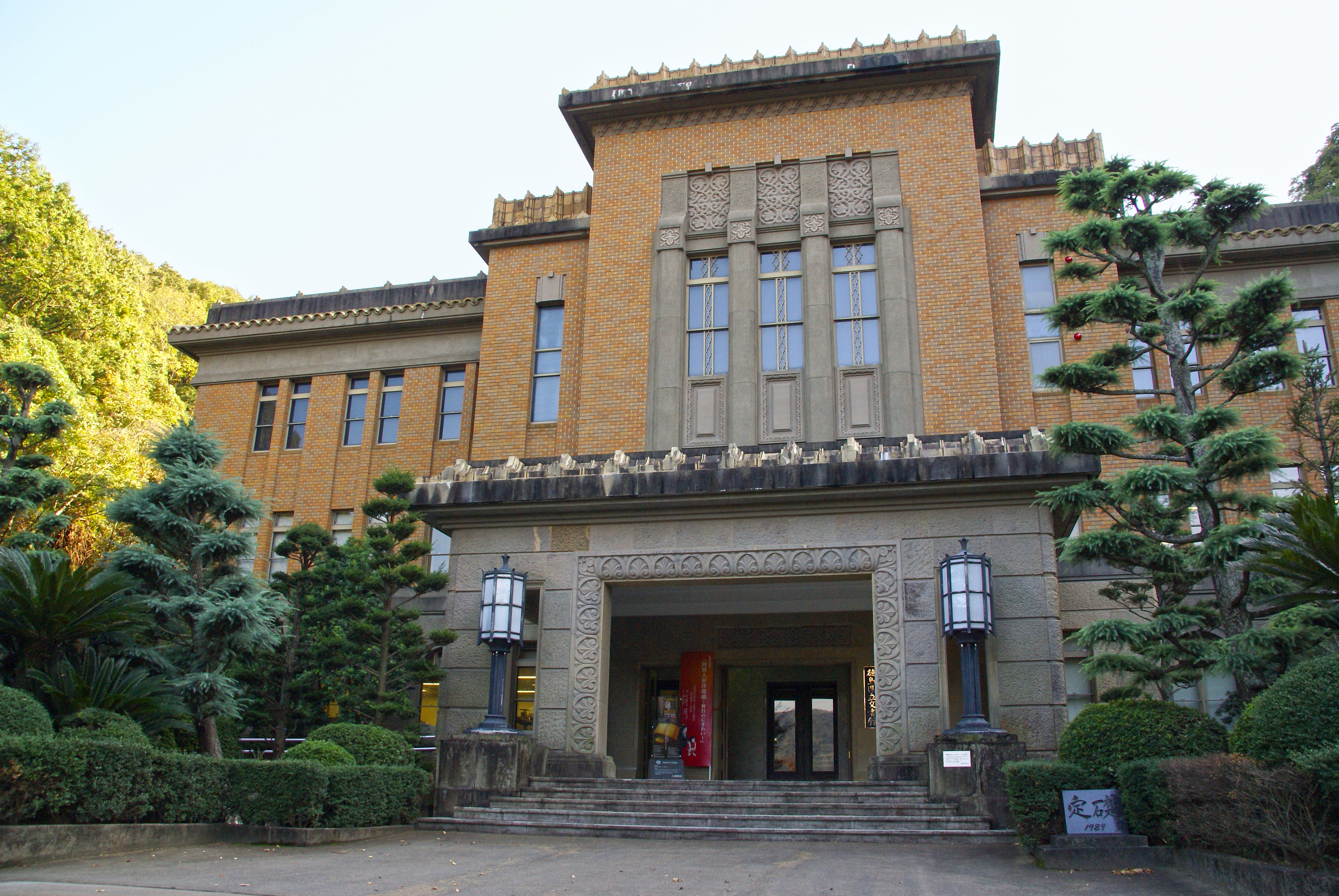
徳島県立文書館
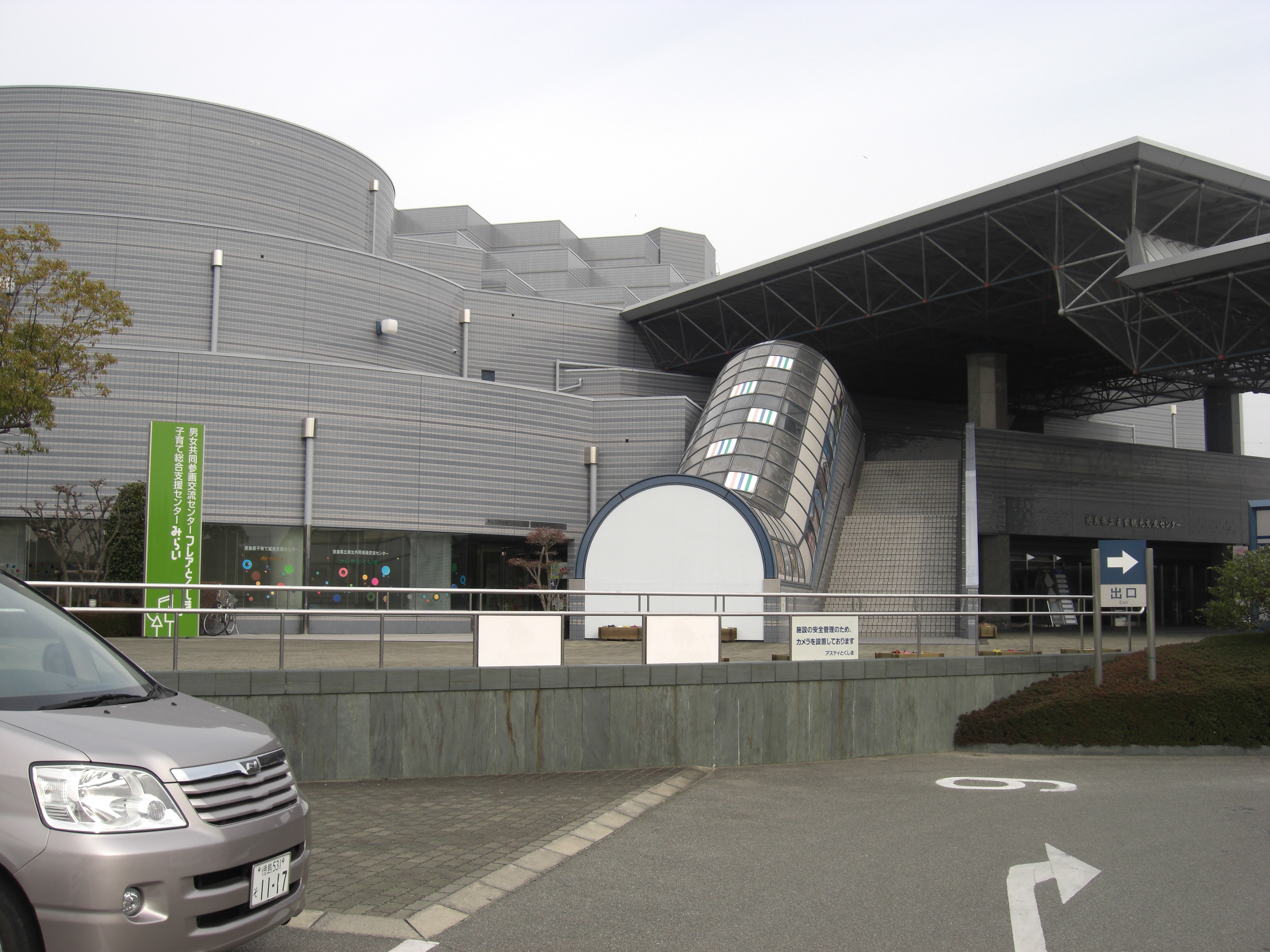
徳島県立産業観光交流センター （アスティとくしま）
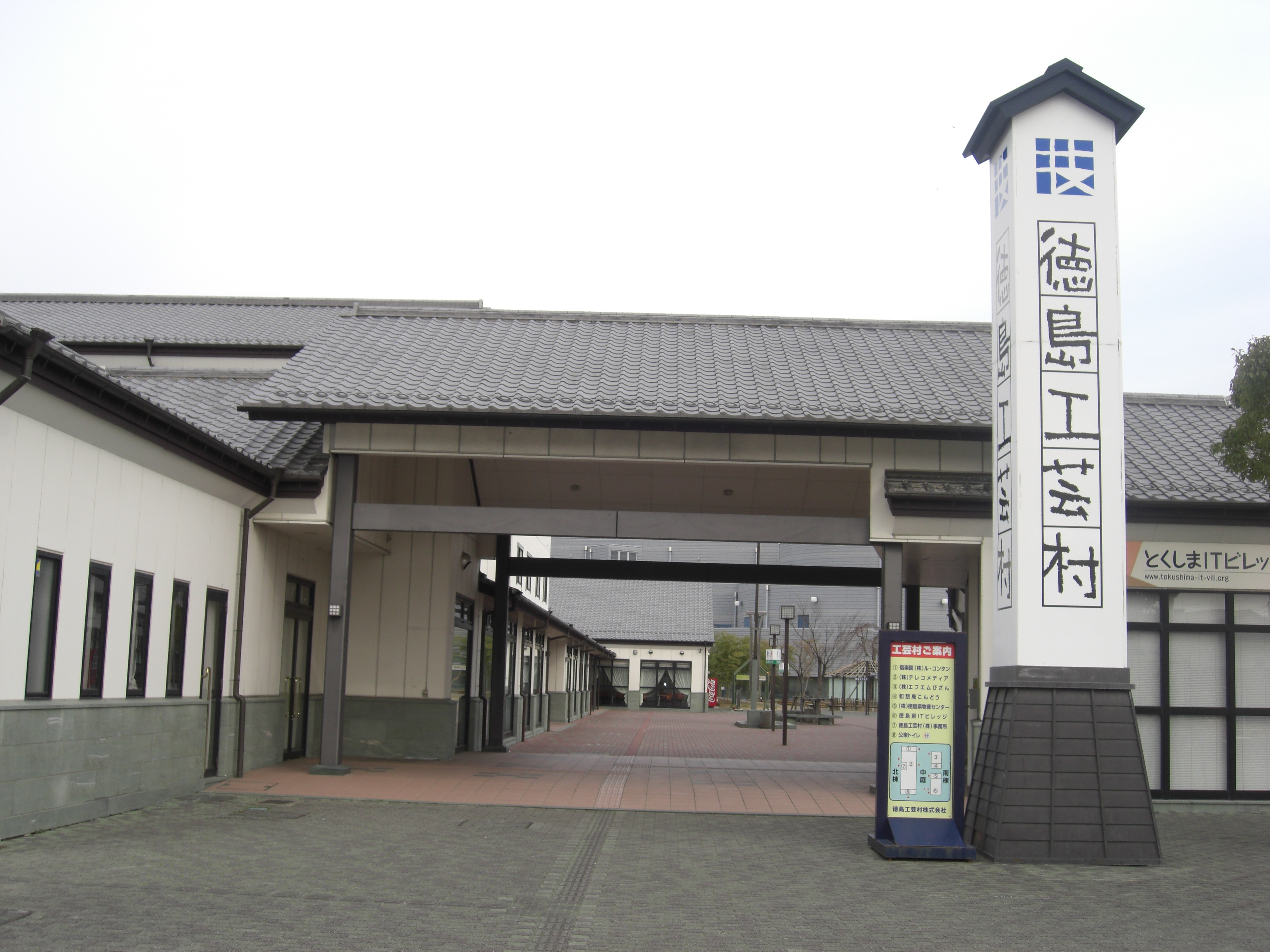
徳島工芸村
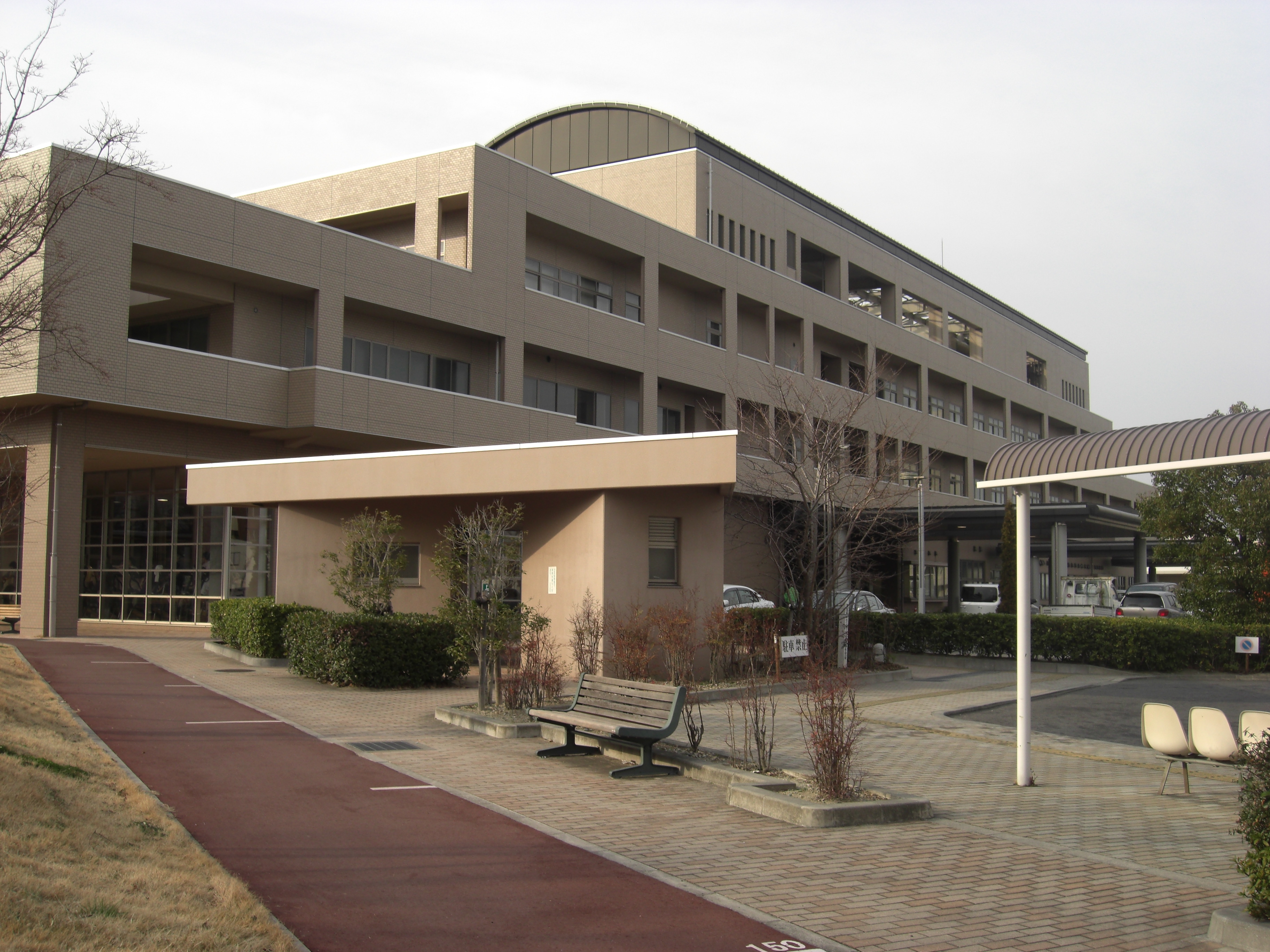
徳島市生涯福祉センター （ふれあい健康館）

### 宗教施設

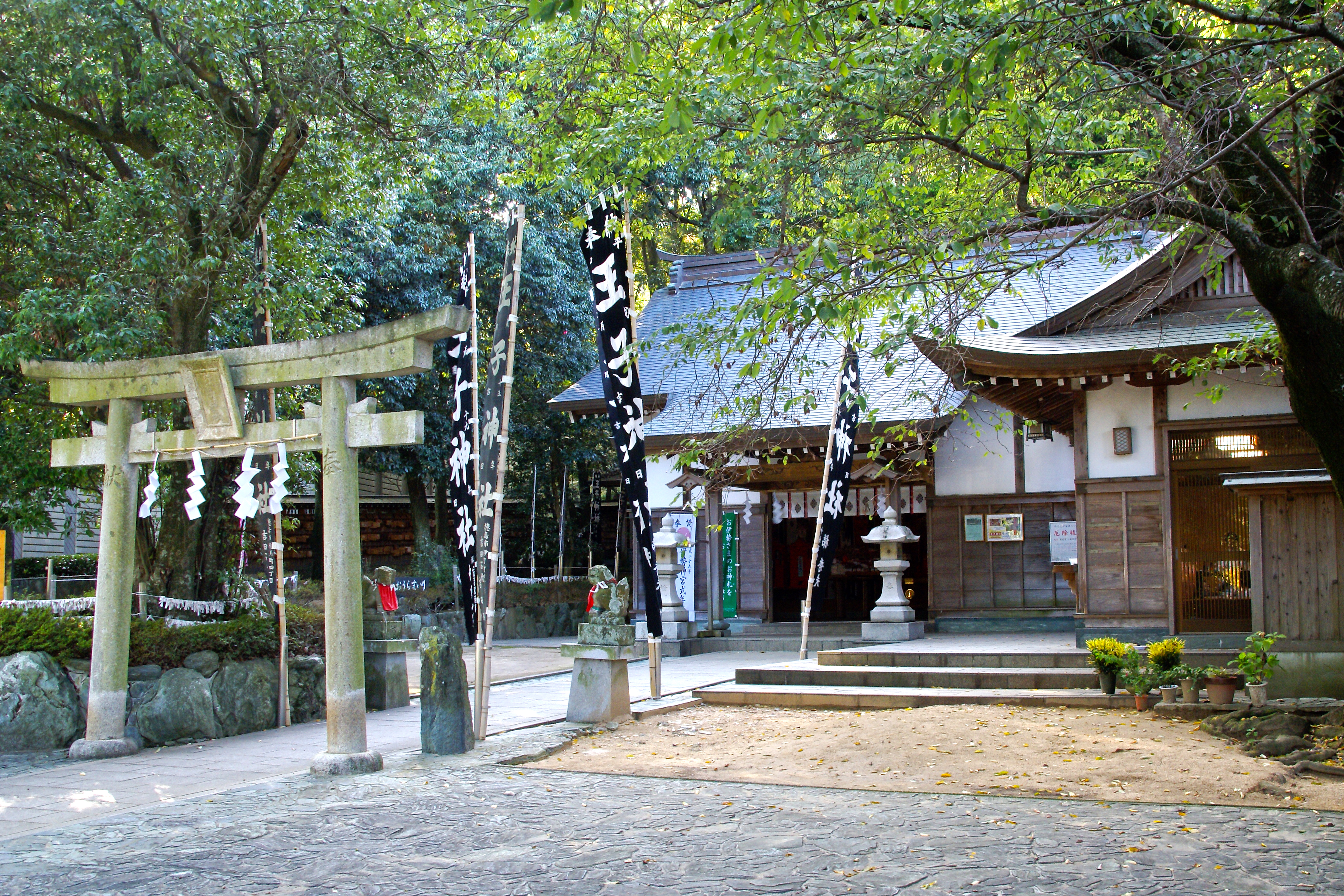
王子神社
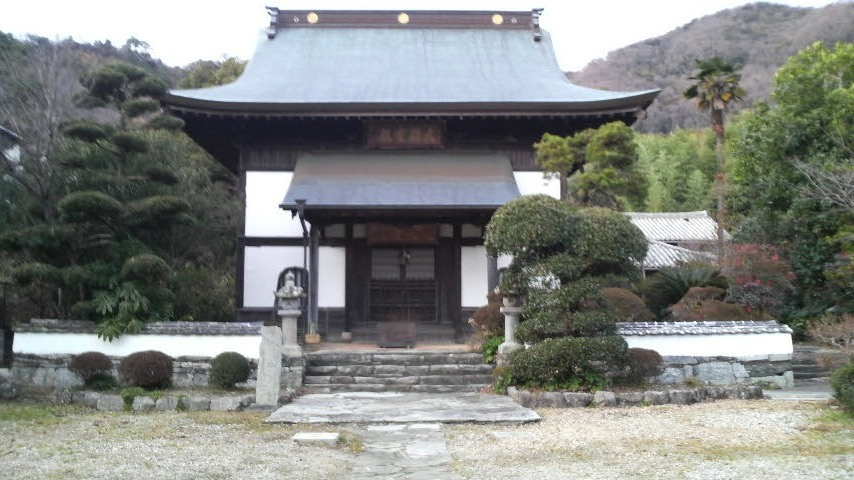
竹林院

王子神社
文化の森総合公園内に鎮座する神社で、「猫神さん」の愛称で親しまれている。
黒岩神社
眉山山腹にある神社。
銅之鳥居八幡神社
眉山の麓にある神社。
七社神社
眉山の麓にある神社。
瑜伽大権現
江戸時代の隠れキリシタンの神社として知られる。
四王子神社
天照大神の第4の王子である活津日子根命を祀っている。
塩竃神社
安産祈願で知られる神社。
沖魂神社
大麻比古神社の分霊を奉祀したと伝えられている神社。
竹林院
眉山中腹にある寺院。阿波秩父観音霊場の第34番札所。山号は佛日山。
圓福寺
阿波秩父観音霊場33番札所。徳島七福神霊場・恵美寿太神。山号は龍寶山。
清涼寺
日現ゆかりの寺。
実相寺
末寺の無縁寺は現在は焼香庵となっている。
焼香庵
実相寺の末寺で、墓地にはオッパショ石が存在する。
オッパショ石
徳島県を代表する妖怪で、西二軒屋町と城南町の境にある焼香庵に存在する。
- 王子神社
- 竹林院

### 史跡
夷山城跡
天文21年（1552年）、細川真之によって築かれた城で、天正10年（1582年）の中富川の戦いで長宗我部信親により落城。

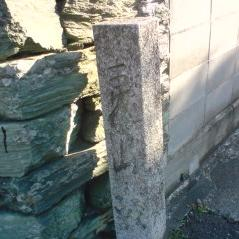
夷山城跡

### その他
オッパショ石
徳島県に伝わる奇石。おばりよんと同種の妖怪という説もある。
八万温泉
眉山山麓にある2001年（平成13年）にオープンした温泉。

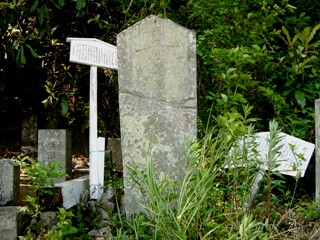
オッパショ石
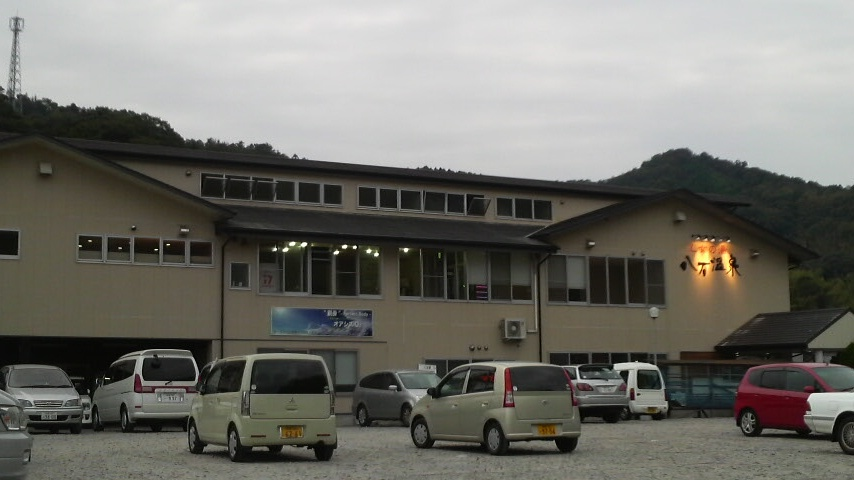
八万温泉